# Джей, Майкл
Майкл Хэстингс Джей, барон Джей Юэлмский (англ. Michael Hastings Jay, Baron Jay of Ewelme; род. 19 июня 1946, Хэмпшир, Юго-Восточная Англия) — британский дипломат. Барон с 2006 года.

## Биография
Родился 19 июня 1946 в Хэмпшире.
Учился в колледжах Винчестер и Магдалины Оксфорда, а также в Школе восточных и африканских исследований Лондонского университета. Учительствовал в Замбии.
В 1969 году поступил на службу в британское Министерство международного развития, а в 1981 году перешёл в Форин-офис.
С июля 1996 года по сентябрь 2001 года посол Великобритании во Франции.
В 2002—2006 годах постоянный заместитель министра иностранных дел Великобритании, глава дипломатической службы.
В 2005 и 2006 годах являлся британским шерпой.
В 2006 году оставил дипломатическую службу.
С 1975 года женат на Sylvia Mylroie.
Рыцарь Великого Креста ордена Святого Михаила и Святого Георгия (2006, рыцарь-командор 1996, кавалер 1992).
- Выступление перед студентами МГИМО, 2002 год